# Anni 350
Gli anni 350 sono il decennio che comprende gli anni dal 350 al 359 inclusi.

## Eventi, invenzioni e scoperte
- 350, gli Unni iniziano ad invadere i Sasanidi

## Personaggi
- Costanzo II, imperatore romano.
- Flavio Claudio Giuliano, imperatore romano.
- Seleuco, sacerdote e retore romano, amico di Giuliano.